# ريتشارد دبليو. بيلي
ريتشارد دبليو. بيلي (بالإنجليزية: Richard W. Bailey)‏ هو لغوي أمريكي، ولد في 26 أكتوبر 1939 في بونتياك في الولايات المتحدة، وتوفي في 2 أبريل 2011 في آن آربر في الولايات المتحدة.